# Fossae di Tritone
Segue una lista dell fossae presenti sulla superficie di Tritone. La nomenclatura di Tritone è regolata dall'Unione Astronomica Internazionale; la lista contiene solo formazioni esogeologiche ufficialmente riconosciute da tale istituzione.
Le fossae di Tritone portano i nomi di divinità marine di varie culture e luoghi legati all'acqua, quali fontane, isole, geyser.
Tritone è stato finora raggiunto unicamente dalla sonda Voyager II. I dati raccolti durante il fly-by non sono stati sufficienti a determinare con precisione le dimensioni delle caratteristiche superficiali, per cui l'IAU censisce solamente le coordinate in attesa che ulteriori missioni forniscano dati più precisi.

## Prospetto
| Fossa         | Eponimo                                                      | Latitudine | Longitudine | Diametro |
| ------------- | ------------------------------------------------------------ | ---------- | ----------- | -------- |
| Jumna Fossae  | Yamuna - Nella mitologia hindu, divinità fluviale.           | 13,5° S    | 44° E       | 0 km     |
| Raz Fossae    | Raz - Nella mitologia bretone, la baia delle anime.          | 8° N       | 21,5° E     | 0 km     |
| Yenisey Fossa | Enisej - Fiume siberiano, sacro nella cultura degli Evenchi. | 3° N       | 56,2° E     | 0 km     |